# トライアンフ・スピットファイア
トライアンフ・スピットファイア (Triumph Spitfire) はイギリスのトライアンフが1962年から1980年まで生産した、小型2シーターオープンスポーツカーである。
オースチン・ヒーレー・スプライト及びその兄弟車のMG・ミジェット（両車を総称して「スプリジェット」と言う）と共に、英国製小型軽量（ライトウエイト）スポーツカーの代表車種として親しまれた。名称は第二次世界大戦中のイギリス軍戦闘機に由来する。

## 歴史

### 成り立ち
ライバル会社であったブリティッシュ・モーター・コーポレーションから一足先の1958年にデビューしたオースチン・ヒーレー・スプライトMk1（カニ目）がオースチン・A30をベースにしていたように、スピットファイアはトライアンフの小型大衆車・ヘラルド（1959年デビュー）をベースにしていた。ヘラルドは当時既に旧式になりかけていたセパレート式シャシーを採用していたため、これを短縮してスポーツカー用シャシーを作り出すことは比較的簡単であった。その反面ヘラルドは当時の英国車としては進歩的なスイングアクスル式のリアサスペンション、ラック＆ピニオン式ステアリングギアを持っており、これは古典的な固定軸サスペンションのスプリジェットに対する操縦性面でのアドバンテージとなった。（ただし。限界を超えると急激なオーバーステアに転じる危険性があり、評価は分かれた）
ボディデザインはヘラルドや兄貴分のスポーツカー・TR4同様、当時新進のイタリア人デザイナーであったジョヴァンニ・ミケロッティに委嘱された。純英国風のスプリジェットに対し、抑揚のあるフェンダーラインを持つ車体には、当時まだサイドウインドウを持たなかったスプライトに対し最初から巻き上げ式のサイドウインドウが装備され、居住性の面では優位に立っていた。また、ジャガー・Eタイプ同様、ボンネットはフェンダーまで一体となって大きく開き、整備性も良好であった。
スプライトの開発は1960年ころには完了していたが、当時のスタンダード・トライアンフ社（Standard Motor Company）にはこれを生産化する資力は無く、実際の発売は1960年のLeyland Motors（レイランド・モータース）との合併後の混乱が収まった1962年に入ってからとなった。計画が凍結されて工場の片隅に埃をかぶって放置されていたプロトタイプをレイランド社幹部が発見、直ちに生産化を承認したと言われている。

### スピットファイア4（Mk I・1962-1965年）

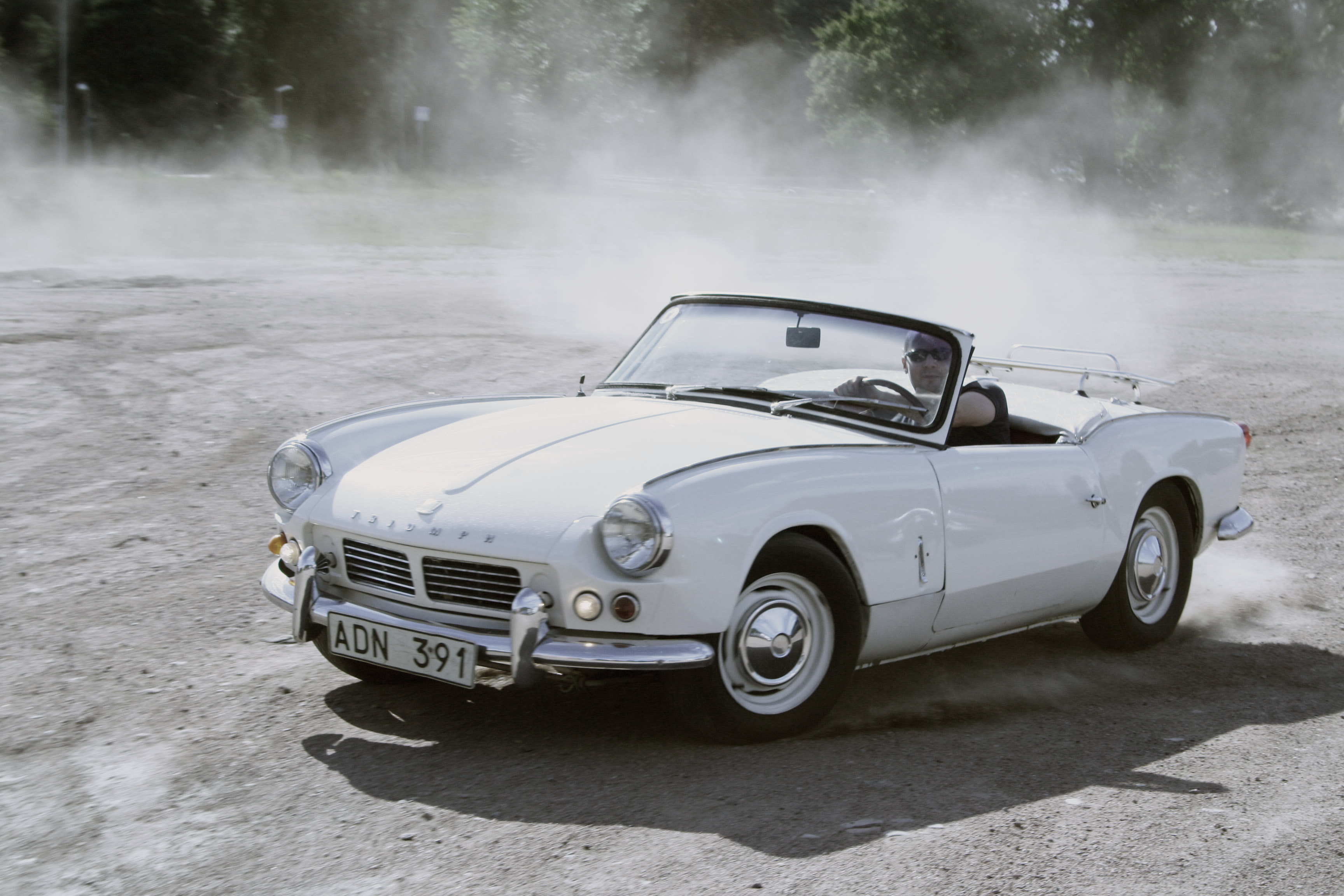
Mk I

最初のスピットファイアは直列4気筒1147ccSUツインキャブレター付きエンジンを搭載、室内もプラスチック製のステアリングホイールやゴムのフロアマットという必要最低限の装備内容であった。当初は「スピットファイア4」（4は4気筒を意味する）と呼ばれたが、その後MkIIが登場すると区別のためMkIとも称されるようになった。
1964年モデルからは機械式オーバードライブ・ワイアホイール・ハードトップがオプション装備可能となった。生産台数は45,753台。

### Mk II（1965-1967年）

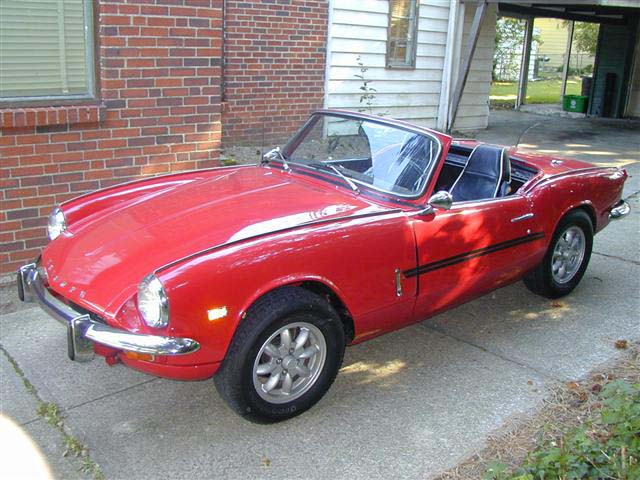
Mk III

1965年3月に改良されてMkIIに発展した。外観などMkIとの変更点は限られていたが、カムシャフトや給排気マニホールドの改良によってエンジン出力が67馬力/6000rpmに引き上げられ、最高速度も148km/hとなった。クラッチも強化され、内装も鉄板の露出がほとんどなくなり、床もカーペット敷きとなった。当時の英国での価格は550UKポンドで、505UKポンドのスプライト・515UKポンドのミジェットに対し、やや上級に位置付けられていた。生産台数37,409台。

### Mk III（1967-1970年）
Mk IIIは1967年3月に登場した。外観では主要輸出先であるアメリカ合衆国の安全基準に合わせてバンパー位置が高められ、後ろも2本のオーバーライダーに代えてバンパーが付けられ、後退灯も標準装備となった。当初はそれまでと同様メーター類はダッシュボード中央に付けられて右・左ハンドル車作り分けのコストを節減していたが、1969年の米国向け輸出車からは新しいダッシュボードが用いられるようになり、後のMkIVからはそちらに統一された。エンジンはボアが拡大されて1296ccとなり（ヘラルドも同様に1300cc化されて13/60となった。新しい前輪駆動車1300と同じエンジン）、ツインキャブで75馬力を発揮した。MkIV以降のスピットファイアは公害対策等の理由で性能が徐々に低下するので、0-60マイル加速12.5秒のMKIIIは歴代最速のスピットファイアとなった。生産台数65,320台。

### Mk IV（1970-1974年）

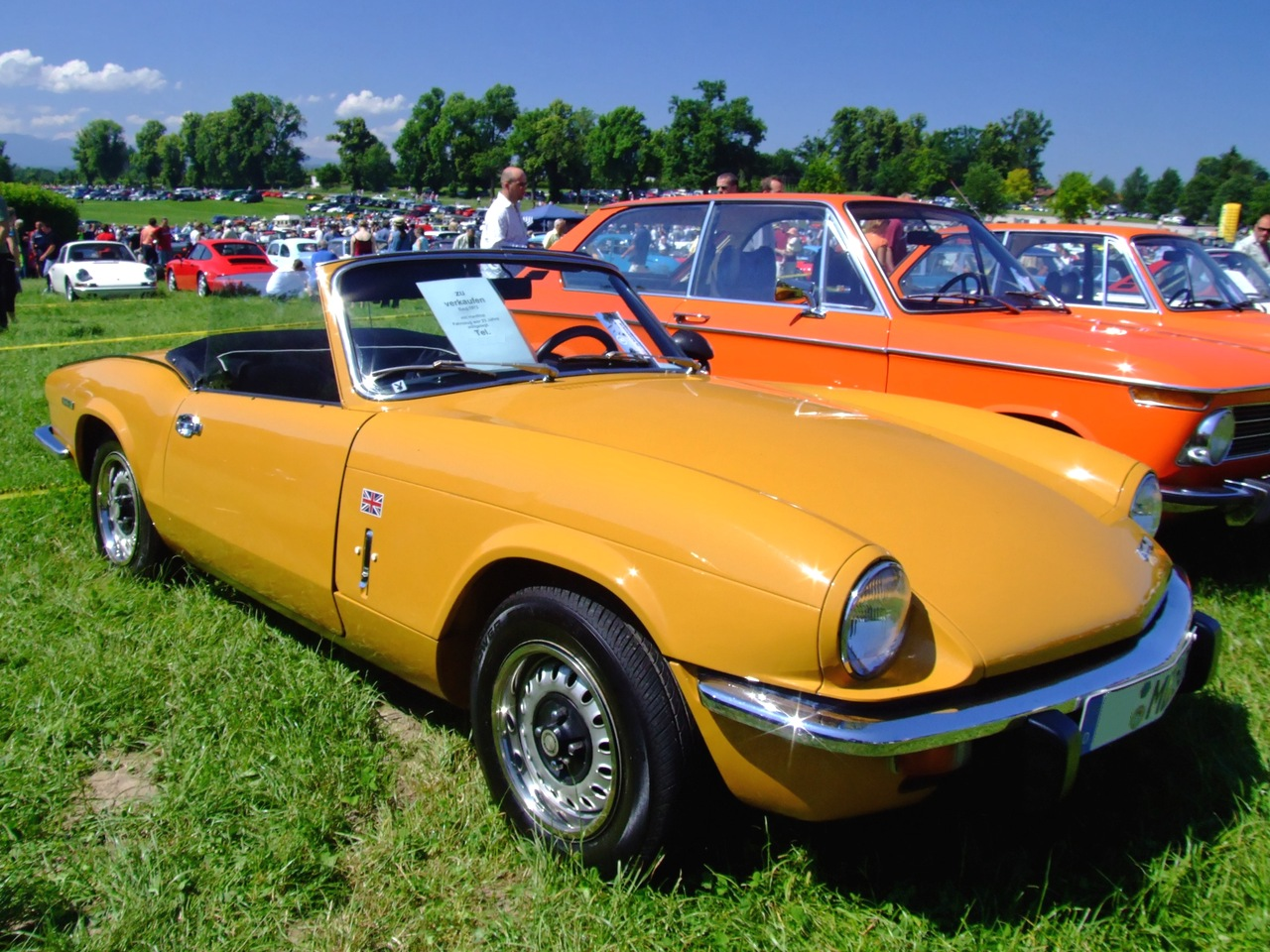
MK IV

MK IVは1970年末に登場した。最大の変更点はリアスタイルで、やはりミケロッティがデザインした兄貴分のスタッグや2000MkIIに似たデザインとなった。同時にフロントもデザイン変更され、大いに印象を若返らせた。インテリアも変更され、ドライバーの前にメーターが並ぶ新しいダッシュボードが与えられた。エンジンは同じ1296ccであったが、TR6とエンジン生産工程を共通化させるためTR6と同じビッグエンド・ベアリングが与えられ、排気ガス規制の影響もあってMkIIIと比較して性能は低下した。また、ギアボックスにはようやく1速にシンクロが付けられた。
しかし、最大の変更は改良は後輪サスペンションで、キャンバー変化を抑制され、急激なオーバーステアリング発生の危険を大幅に取り除いた。当時の販売価格は735UKポンドで、70,021台が生産された。

### 1500（1974-1981年）

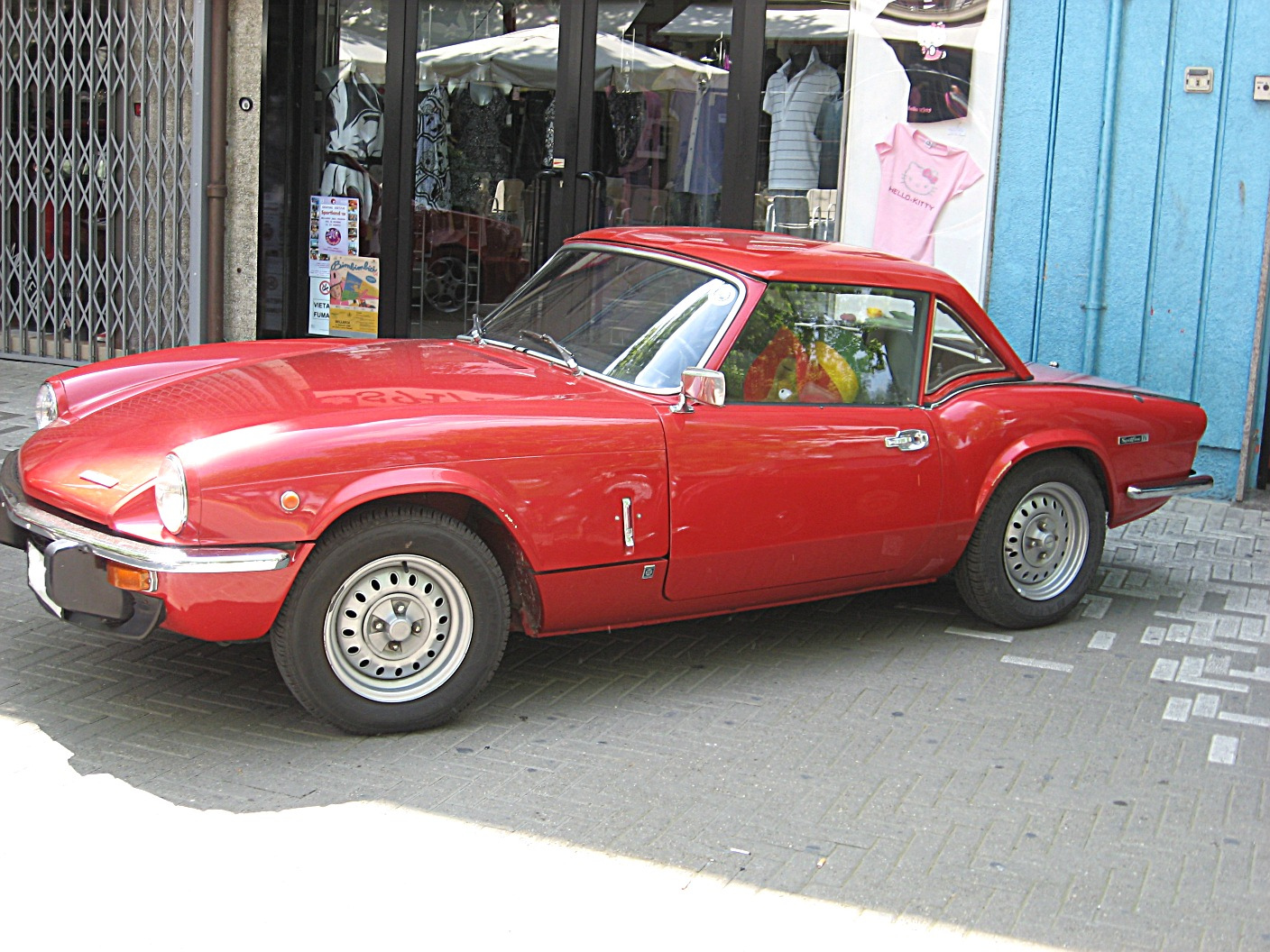
1500

1500はスピットファイアの最終発展型として1973年秋に米国向け1974年モデルとして登場、英国でも1975年以降は1500が販売された。1500ccへの拡大は排気ガス対策による性能低下を防ぐためであったが、確かにトルクは増強されたが、このエンジンはクランクシャフトのメインベアリングが3ベアリングのままだったため、1300ccよりラフで故障も多かった。米国向け輸出仕様車（日本にもこの仕様が輸入された）では、排気ガス対策と低オクタン価の無鉛ガソリン使用のため圧縮比が7.5:1（本国仕様8.0:1）に落とされ、最高出力は53馬力と極端に低下し（英国仕様は72馬力/5500rpm）、0－60マイル加速には14.3秒を要した。また、安全基準の要求するヘッドライト高を出すため、米国仕様車ではスプリングが伸ばされて車高を高くしていたため操縦性も悪化していた。バンパーも当初はオーバーライダーを大きくしていただけであったが、1979年以降は黒いプラスチック製バンパーが装着された。
一方、細部は小刻みに改善され、ヘッドレスト付きリクライニングシート、ウッドパネル張りダッシュボード、電動ウインドウオッシャーやハザードランプが時代の要求に合わせて装備された。その反面、ワイヤホイールはオプションリストから外された。
トライアンフ社のコヴェントリー市内にあるカンリー工場が閉鎖される直前の1980年8月、インカイエローに塗られたハードトップ付きの英国仕様スピットファイア1500がラインオフした。それが95,829台目の1500であり、最後のスピットファイアであった。この当時のアメリカでの価格は5,995USドル、イギリスでは3631UKポンドであった。

## 日本への輸入
当時の日本にも阿部モータース（現在はBMW東京地区販売店「Abe BMW」を経営している）等のトライアンフ輸入総代理店を通じ多数が輸入された。中古車も並行輸入で多数が上陸している。